# Ferkelhörnchen
Die Ferkelhörnchen (Hyosciurus) sind eine Gattung von Hörnchen, die auf der indonesischen Insel Sulawesi endemisch sind. Benannt sind sie nach den rüsselartig verlängerten Nasen. Weitere Besonderheiten, die diese Hörnchen von anderen abgrenzen, sind der kurze Schwanz und die stark vergrößerten Krallen.

## Merkmale
Das Berg-Ferkelhörnchen, das nur in den zentralen Gebirgen der Insel Sulawesi lebt, hat einen längeren Rüssel und größere Nasenknochen als das Flachland-Ferkelhörnchen, das im Norden vorkommt. Das Berg-Ferkelhörnchen lebt in Höhen zwischen 1500 und 2300 m, das Flachland-Ferkelhörnchen zwischen 0 und 1700 m. Unterschiede in der Fellfarbe gibt es nicht; beide Arten sind oberseits dunkelbraun gefärbt und mit unregelmäßigen beigebraunen Flecken gezeichnet. Die Kopfrumpflänge beträgt 20 cm, hinzu kommen 10 cm Schwanz.

## Lebensweise
Über die Lebensweise ist fast nichts bekannt. Ferkelhörnchen scheinen sich die meiste Zeit am Boden aufzuhalten, wo sie sich auf Nahrungssuche durch niedrige Vegetation bewegen. Hier graben sie auch ihre Baue, wozu ihnen die langen Krallen dienlich sind.
Weitere endemische Hörnchen der Insel Sulawesi sind die Sulawesi-Zwerghörnchen und das Sulawesi-Riesenhörnchen.

## Systematik
Die Ferkelhörnchen wurden 1935 von Richard Archbold und George Henry Hamilton Tate erstmals beschrieben. Zunächst wurden beide als Unterarten ein und derselben Art betrachtet, von Musser 1987 wurden jedoch beide mit Artstatus versehen.
Man unterscheidet entsprechend die folgenden zwei Arten:
- Berg-Ferkelhörnchen (Hyosciurus heinrichi Archbold & Tate, 1935)
- Flachland-Ferkelhörnchen (Hyosciurus ileile Archbold & Tate, 1936)

## Bedrohung und Schutz
Wegen ihres kleinen Verbreitungsgebiets werden beide Arten von der IUCN als gefährdet geführt. Populationszahlen sind allerdings unbekannt.

## Belege
1. ↑  Guy Musser: The mammals of Sulawesi. In: Timothy C. Whitmore (Hrsg.): Biogeographical evolution of the Malay Archipelago (= Oxford Monographs on Biogeography. Bd. 4). Clarendon Press, Oxford 1987, ISBN 0-19-854185-6, S. 73–93.
2. ↑  Hyosciurus In: Richard W. Thorington Jr., John L. Koprowski, Michael A. Steele: Squirrels of the World. Johns Hopkins University Press, Baltimore MD 2012; S. 167 ff. ISBN 978-1-4214-0469-1
3. ↑  J.L. Koprowski, E.A. Goldstein, K.R. Bennett, C. Pereira Mendes: Genus Hyosciurus. In: Don E. Wilson, T.E. Lacher, Jr., Russell A. Mittermeier (Hrsg.): Handbook of the Mammals of the World: Lagomorphs and Rodents 1. (HMW, Band 6) Lynx Edicions, Barcelona 2016, ISBN 978-84-941892-3-4, S. 717.